# Eberhard Freiherr von Scheurl
Eberhard Freiherr Scheurl von Defersdorf (auch Eberhard von Scheurl; * 11. Mai 1873 in Nürnberg; † 27. April 1952 in Fischbach) war ein deutscher Rechtswissenschaftler und Hochschullehrer an der Handelshochschule Nürnberg.

## Leben
Eberhard gehörte zur Nürnberger Patrizierfamilie Scheurl von Defersdorf. Nach dem Abitur am Melanchthon-Gymnasium Nürnberg studierte von Scheurl Jura. Während seines Studiums wurde er in Erlangen 1891 Mitglied der Burschenschaft der Bubenreuther. 1897 wurde er an der Universität Erlangen promoviert. 1922 wurde er zum ordentlichen Professor für Staats- und Verwaltungsrecht an der Handelshochschule Nürnberg berufen. 1926 wurde er zusätzlich Honorarprofessor an der Universität Erlangen. Er war von 1925 bis 1946 Präses des Pegnesischen Blumenordens. Im November 1933 unterzeichnete er das Bekenntnis der deutschen Professoren zu Adolf Hitler. Von 1935 bis 1937 war er stellvertretender Vorsitzender des Martin-Luther-Bunds unter Friedrich Ulmer.

## Schriften
- Die Annahme an Kindesstatt nach dem Bürgerlichen Gesetzbuch, Jur. Dissertation, Erlangen 1897
- Einführung in das verwaltungsrechtliche Denken, unter besonderer Berücksichtigung der bayerischen Praxis, Erlangen 1927